# Русские счёты

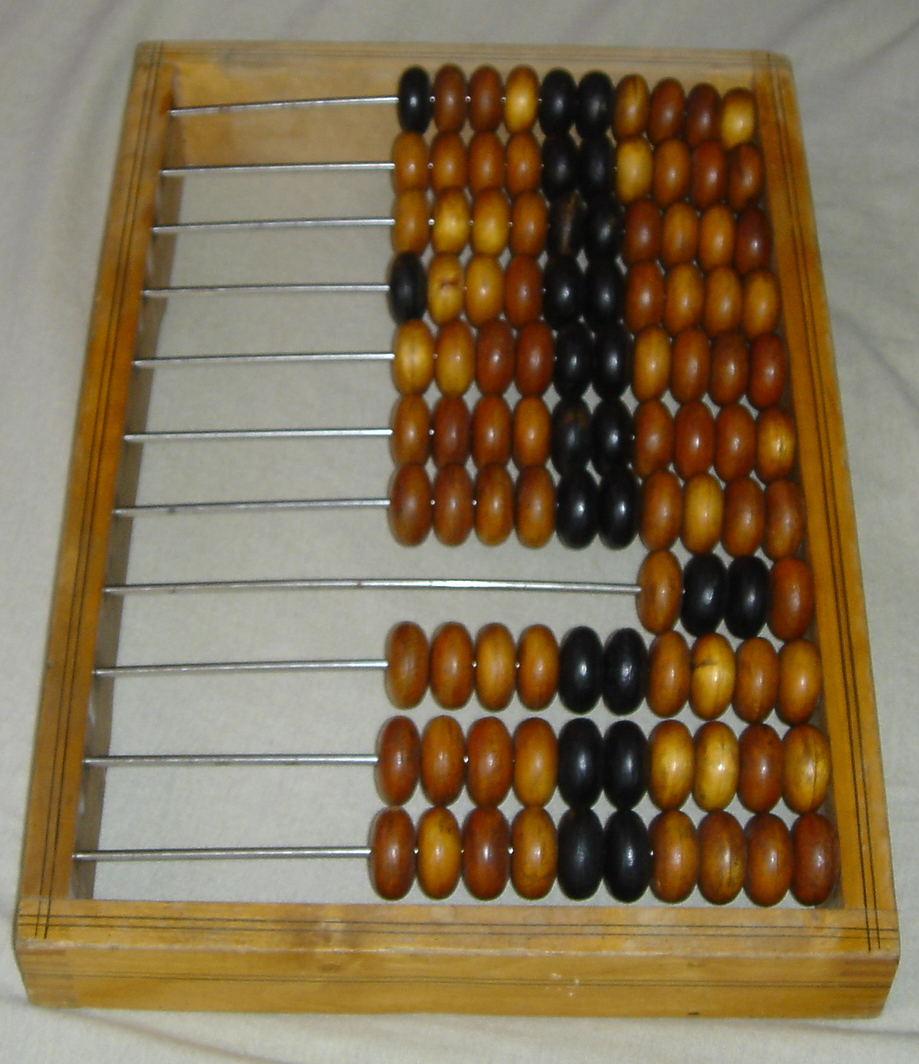
Русские счёты

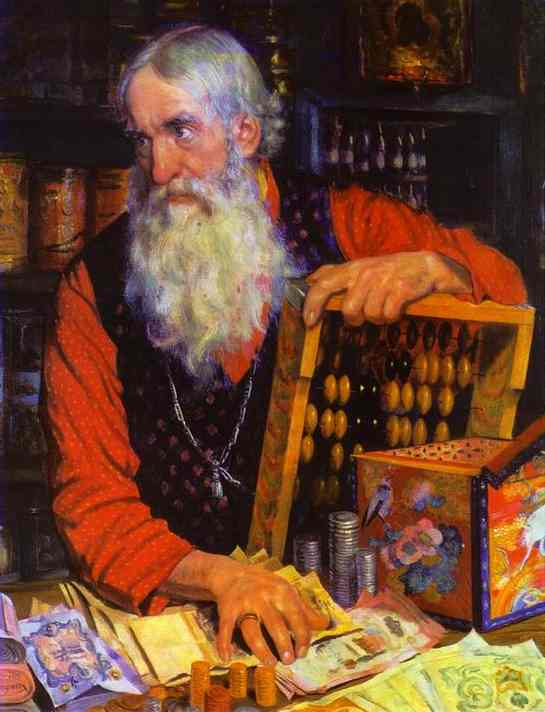
Купец (картина Б.М. Кустодиева, 1918 год)

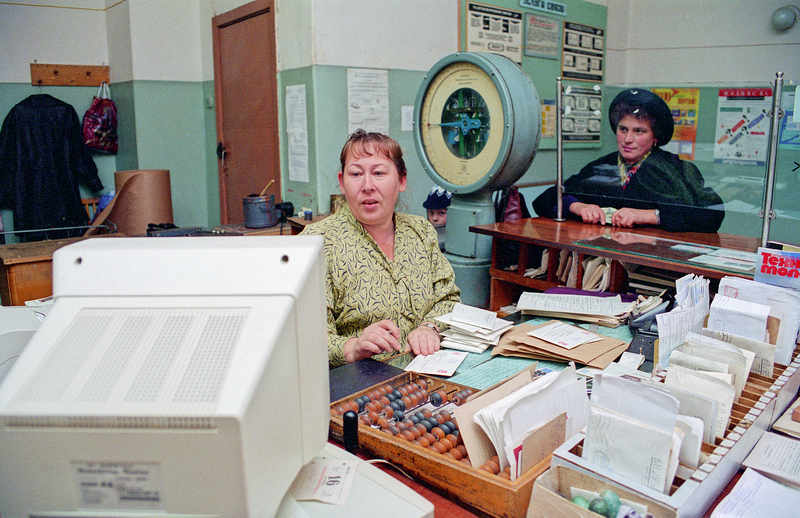
Почтовое отделение в России 1997 год, несмотря на присутствие компьютера есть и счёты

Русские счёты, счёты — простое механическое устройство (счётная доска с костями) для выполнения арифметических расчётов, согласно одной версии происходят от китайского счётного приспособления суаньпань, согласно другой имеют собственно русское происхождение.
Представляют собой раму, имеющую некоторое количество спиц; на них нанизаны костяшки, которых обычно по 10 штук. Счёты являются одним из ранних вычислительных устройств и вплоть до конца XX века массово использовались в торговле и бухгалтерском деле, пока их не вытеснили калькуляторы. Применяются для обучения детей дошкольного и школьного возраста арифметике, иногда используются в торговле, людьми старшего поколения.

## История
Самые древние счёты (из двадцати палочек, сделанных из слоновой кости) были обнаружены в ходе археологических раскопок на территории Монголии. По результатам анализа было установлено, что их изготовили более трёх тысяч лет назад.
Николаас Витсен в своё время на основе внешнего сходства с суаньпанем предположил, что счёты пришли из Китая через золотоордынских татар в XIV веке, и даже называет того, кто их впервые ввёл в России — первого из Строгановых. Однако И. Г. Спасский указывает на отличия от суаньпаня, в частности, что в счётах использовалась десятичная система счисления. Он считал, что счёты произошли от прибора «дощаный счёт», который по его предположению возник в Московском государстве в XVI веке.
Первое известное упоминание счётов встречается в «Переписной книге домовой казны патриарха Никона», составленной в 1658 году, где они называются «счоты».

## Система счисления и система кодирования
В русских счётах применяется позиционная десятичная система счисления с непозиционным унарным кодированием внутри каждого разряда.
Каждый ряд костяшек представляет собой числовой разряд, который вверх от спицы с четырьмя костяшками возрастает от единиц до миллионов (с семью рядами целых чисел), а вниз — уменьшается от десятых до тысячных. Максимальное значение для каждого ряда — десять, умноженное на вес разряда (для разряда единиц максимальное значение — 10, если все костяшки отложены влево, для десятков — 100 и так далее). «Набор» числа осуществляется сдвиганием костяшек из правого края спицы в левый.
Ряд, на котором находятся только 4 костяшки, использовался для счёта в полушках, которые чеканились до 1916 года. Две полушки равнялись одной деньге, которая в свою очередь была равна половине копейки, то есть четыре костяшки-полушки составляли одну копейку. Также этот ряд использовался для перевода фунтов в пуды (1 пуд = 40 фунтов). В последующем этот ряд стал служить исключительно разделителем целой и дробной частей набранного на счётах числа и в вычислениях не использовался.
Таким образом, максимальное число, которое можно набрать на счётах с семью рядами целых чисел, составляет 9 999 999,999.
При добавлении к девяти костяшкам ещё одной (десятой), производится операция записи единицы переноса в следующий разряд, состоящая из трёх действий:
1. сдвигом влево одной костяшки к девяти костяшкам добавляется десятая;
2. сдвигом вправо всех десяти костяшек разряд обнуляется;
3. сдвигом влево одной костяшки в следующий разряд записывается единица переноса.

Выполнением этого правила исключается любое неоднозначное представление чисел.
С точки зрения теории систем счисления, для действий в показательной единично кодированной десятичной позиционной системе счисления достаточно девяти костяшек, о чём пишет и Я. И. Перельман, при этом операция записи единицы переноса производилась бы за два действия вместо трёх действий:
1. сдвигом влево одной костяшки в следующий разряд записывается единица переноса;
2. сдвигом вправо девяти костяшек предыдущий разряд обнуляется.

Но для удобства счёта (в частности, при вычитании) лучше иметь на спице 10 костяшек.

Русские счёты и значения костей на каждой проволоке

## Правила счёта

### Общие замечания
С помощью счётов, в пределах их разрядности, можно выполнять все базовые арифметические операции: сложение, вычитание, умножение, деление. Однако на практике удобно и быстро можно только складывать и вычитать: операция умножения на произвольное число достаточно сложна, а деление в общем виде, скорее всего, займёт больше времени, чем выполнение той же операции на бумаге — с помощью «деления столбиком». Впрочем, есть специальные случаи, когда счёты вполне применимы для умножения и деления.
Кроме того, нужно учитывать следующие моменты:
- Счёты в принципе не предназначены для манипуляций с отрицательными числами. Поэтому любые операции должны приводиться к положительным числам, а знак, если это необходимо, должен просто учитываться отдельно.
- В операциях умножения и деления неудобно учитывать положение десятичного разделителя для обоих операндов. Вследствие этого при выполнении умножения и деления десятичных дробей либо только второй, либо оба операнда приводятся к целому числу, то есть десятичный разделитель в них просто игнорируется. После выполнения операции положение десятичного разделителя восстанавливается вручную.

### «Набор» числа
Представление чисел на счётах и порядок набора описан выше. Правило расположения разрядов числа на проволоках (то есть помещение единичного разряда непременно перед проволокой с четырьмя косточками) в практических расчётах часто бывает необязательно соблюдать. Более того, в процессе расчётов бывает удобно иногда вместо перенабора числа просто мысленно перенести разделитель целой и дробной части на другое место.
В некоторых руководствах по вычислениям на счётах рекомендуется следующее «усовершенствование»: просверлить в раме счётов слева ряд небольших отверстий, расположенных напротив промежутков между проволоками. При расчётах какой-либо предмет — например, гвоздь или разогнутая скрепка — помещается в отверстие, находящееся напротив промежутка, в данный момент разделяющего единицы и десятые доли. Таким образом в любой момент положение десятичного разделителя явно отмечено и может быть легко изменено.

Сложение на счётах от старших разрядов к младшим

### Сложение
Согласно одному из возможных способов, сложение на счётах выполняется «снизу вверх» (от младших разрядов к старшим). На счётах «набирается» первое слагаемое, после чего поразрядно, от младшего разряда к старшему, производятся следующие действия:
1. На проволоке, соответствующей разряду, перебрасывается влево столько косточек, сколько единиц в соответствующем разряде второго слагаемого.
2. Если на проволоке не хватает косточек для выполнения первого действия, то на проволоке слева оставляется столько косточек, сколько не хватило, а на следующей (находящейся выше) проволоке перебрасывается влево одна косточка.
3. Если в результате действия (как первого, так и второго, и данного) слева на проволоке оказалось 10 косточек, то все косточки на этой проволоке перебрасываются вправо, а на следующей (находящейся выше) проволоке дополнительно перебрасывается влево одна косточка.

После того, как будут выполнены действия со всеми разрядами, «набранное» на счётах число и будет результатом сложения.
Есть и другой способ: сложение от старших разрядов к младшим — см. анимацию.

Вычитание на счётах

### Вычитание
Вычитание на счётах выполняется «сверху вниз», то есть от старших разрядов к младшим. В силу неприспособленности счётов для работы с отрицательными числами всегда нужно из большего положительного числа вычитать меньшее положительное число. Если требуется вычесть из меньшего большее, числа следует поменять местами и оставить знак «в уме».
На счётах «набирается» уменьшаемое, после чего поразрядно, от старшего разряда к младшему, производятся следующие действия:
1. На проволоке, соответствующей разряду, перебрасывается вправо столько косточек, сколько единиц в соответствующем разряде вычитаемого.
2. Если на проволоке не хватает косточек для выполнения первого действия, производится перенос разряда: слева оставляется (10 − n) косточек, где n — «недостающее» число косточек (чтобы не делать второе вычитание в уме, можно весь десяток косточек на данной проволоке перенести влево, после чего отбросить недостающее число косточек), а на находящейся выше проволоке отбрасывается вправо одна косточка
3. Если при переносе на проволоке, соответствующей старшему разряду, не хватает косточек, то выполняется перенос в следующий (ещё более старший) разряд и так до тех пор, пока на одной из проволок не окажется достаточного количества косточек. Так, например, при вычитании (1001 − 3) сначала на проволоке младшего разряда будет оставлено 8 косточек и потребуется перенос во второй разряд, затем — в третий, и только после этого на проволоке четвёртого разряда окажется достаточно косточек, чтобы завершить операцию.

### Умножение
Умножение на однозначное число в общем случае может быть заменено на сложение множимого с самим собой соответствующее количество раз. Целые многозначные числа перемножаются поразрядно, аналогично «умножению в столбик»:
- В качестве множимого выбирается то из двух чисел, которое содержит больше ненулевых цифр.
- Множимое прибавляется к самому себе столько раз, сколько единиц в младшем (первом) разряде множителя.
- Для каждого следующего разряда множителя множимое прибавляется к уже имеющемуся на счётах числу соответствующее количество раз, но со сдвигом на один разряд вверх. То есть для разряда десятков сложение производится со сдвигом на один разряд, сотен — на два и так далее.
- Если в соответствующем разряде множителя стоит нуль, то, естественно, никакого сложения не производится, а просто делается сдвиг на одну проволоку вверх и переход к следующему разряду.
- Когда будут произведены прибавления для всех ненулевых разрядов множителя, на счётах будет получен результат умножения. Положение десятичного разделителя при этом нужно учитывать в той позиции, где он был при первых сложениях (то есть сдвиги десятичного разделителя учитываются только в промежуточных операциях).

Если перемножаются нецелые числа, то операция выполняется точно так же (вычисления ведутся с целыми числами, десятичные разделители просто игнорируются). Десятичный разделитель ставится в нужную позицию вручную при записи результата.
Несмотря на громоздкость алгоритма, при выработанном навыке выигрыш времени по сравнению с расчётом на бумаге может быть значительным.

### Деление
Деление в общем виде заменяется вычитанием. Общий алгоритм деления целых чисел выглядит следующим образом:
- Делимое набирается на счётах в нижней их части.
- Из старших разрядов делимого выбирается группа такого размера, чтобы составленное ею число было больше делителя, но меньше делителя, умноженного на десять. Десятичный разделитель мысленно переносится за младший разряд этой группы.
- Из набранного числа (с учётом поставленного разделителя) делитель вычитается до тех пор, пока уменьшаемое не станет меньше делителя. При каждом успешном вычитании на верхней проволоке счёт переносится влево одна косточка.
- По завершении вычитания десятичный разделитель мысленно передвигается на одну проволоку вниз. Далее вычитание делителя повторяется для нового уменьшаемого, а результат заносится на следующую (вторую, далее — третью и т. д.) проволоку.
- Предыдущий пункт повторяется до тех пор, пока не закончится набранное на счётах число, либо пока не будет получено нужное число цифр результата.
- На верхних проволоках по завершении всех операций будет набран результат деления. Положение десятичного разделителя при этом — такое же, как было у делимого.

Если делимое кратно делителю, то операция завершится по достижении младшего десятичного разряда делимого и все косточки, кроме тех, на которых накоплен результат, будут справа. Если же нет, то на счётах останется число, соответствующее остатку от деления. Если необходимо, далее можно получать десятичные знаки дробного результата до тех пор, пока хватает проволок на счётах (когда сдвигать десятичный разделитель вниз станет некуда, можно искусственно перенести накопившийся остаток выше, чтобы продолжить деление; так можно получить до 7-8 цифр результата).
Например, вычисляем 715/31:
- Набираем на счётах 715 в нижней части (над проволокой с четырьмя костяшками).
- Из первых разрядов выделяем число, большее 31 и меньшее 310 — это два разряда, 71. Мысленно помещаем десятичный разделитель после единицы.
- Вычитаем 31 из 71. Это можно сделать два раза. На верхней проволоке счёт отбрасываем влево две костяшки. В остатке остаётся 9.
- Осталось 9, что меньше 31. Мысленно сдвигаем десятичный разделитель на одну проволоку вниз. Следующее уменьшаемое — 95.
- Вычитаем 31 из 95. Это можно сделать три раза. На второй проволоке сверху отбрасываем влево три костяшки. В остатке — 2.
- 2 меньше 31. Целая часть делимого использована полностью. Если достаточно получить решение с остатком, то можно зафиксировать результат: на двух верхних проволоках набрано 2 и 3, в делимом осталось 2, то есть результат равен 23 и 2 в остатке, или {\displaystyle {23}{\tfrac {2}{31}}}.
- Если нужны следующие десятичные знаки, то продолжаем операцию дальше: сдвигаем десятичный разделитель на один разряд вниз, но в результате получаем 20, что меньше 31. Поэтому на третьей проволоке сверху оставляем нуль (все костяшки справа) и сдвигаем разделитель ещё на проволоку вниз.
- Вычитаем 31 из 200 — шесть раз. На четвёртой проволоке откладывается 6.
- Сдвигаем десятичный разделитель ещё на разряд. На счётах 140.
- Вычитаем 31 из 140. На пятой проволоке откладывается 4.
- На счётах остаётся 16. Далее сдвигать разряды некуда — закончились проволоки счёт (обычно ниже 4-косточной проволоки на счётах всего три разряда). Поскольку 16 — больше половины от 31, в следующем разряде будет 5 или больше, так что можно зафиксировать округлённый результат: 23,065. При настоятельной необходимости получить следующие цифры результата придётся перенести остаток 16 вверх и продолжить счёт оттуда.

Как и в случае с умножением, при делении десятичных дробей аргументы заменяются на целые числа и вычисления выполняются в точно таком же порядке, а десятичный разделитель в результате переносится на нужное место вручную.

### Упрощённые приёмы умножения и деления
Произвольное умножение и в особенности деление на счётах не слишком удобно. Однако существует ряд частных случаев, когда эти операции выполняются намного проще:
- Умножение и деление на 10 заменяется переносом числа на разряд вверх или вниз. При этом фактически переносить запись нет никакой необходимости — достаточно мысленно переместить разделитель целой и дробной части числа на одну проволоку, соответственно, вниз или вверх. В руководствах по вычислению на счётах рекомендовалось во время ведения вычислений удерживать палец левой руки на раме счётов напротив промежутка между проволоками, соответствующими единицам и десятым, либо отмечать текущее положение десятичного разделителя каким-нибудь подручным средством (кнопка, гвоздик, вставляемый в специально проделанные в раме счётов отверстия и т. п.).
- Умножение на 2 заменяется сложением числа с самим собой: {\displaystyle 39\cdot 2=39+39=78}.
- Умножение на 3 — сложением с самим собой два раза: {\displaystyle 39\cdot 3=39+39+39=117}.
- Умножение на 4 — двукратным удвоением: {\displaystyle 18\cdot 4=(18+18)\cdot 2=36+36=72}.
- Умножение на 5 — умножением на 10 и делением на 2: {\displaystyle 26\cdot 5={\tfrac {26\cdot 10}{2}}=260/2=130}.
- Умножение на 6 — умножением на 5 и прибавлением исходного числа: {\displaystyle 26\cdot 6=26\cdot 5+26={\tfrac {26\cdot 10}{2}}+26=130+26=156}.
- Умножение на 7 — троекратным удвоением и вычитанием исходного числа: {\displaystyle 13\cdot 7=13\cdot 2\cdot 2\cdot 2-13=52\cdot 2-13=104-13=91}.
- Умножение на 8 — троекратным удвоением: {\displaystyle 13\cdot 8=13\cdot 2\cdot 2\cdot 2=26\cdot 2\cdot 2=52\cdot 2=104}.
- Умножение на 9 — умножением на 10 и вычитанием исходного числа: {\displaystyle 23\cdot 9=23\cdot 10-23=230-23=207}.
- Деление на 2 производится от младших разрядов к старшим. На каждой проволоке отбрасывается половина имеющихся косточек. Если на проволоке нечётное количество косточек, то «лишняя» косточка тоже отбрасывается, а на проволоке ниже (в младшем разряде) переносится влево ещё пять косточек. Например, при делении 57 на 2 в разряде единиц имеется нечётное число, поэтому будут отброшены 4 косточки (останется 3), а в разряде десятых долей прибавятся 5, затем в разряде десятков из пяти косточек отбросятся три — останутся две, а в единичный разряд дополнительно прибавится 5 — станет 8. Таким образом, правильный ответ: 28,5.
- Деление на 3 заменяется умножением исходного числа на 3 и последовательным сложением результата с самим собой со сдвигом вниз столько раз, сколько нужно разрядов в результате. При сдвиге «за пределы счётов» прибавляемое число округляется. Результат сложения нужно разделить на 10. (Используется тот факт, что {\displaystyle x/3=0{,}3(3)\cdot x={\tfrac {3{,}3(3)\cdot x}{10}}}).
- Деление на 4 — двукратным делением на 2.
- Деление на 5 — делением на 10 и умножением на 2.
- Деление на 6 — последовательным делением на 2 и на 3.
- Деление на 7 выполняется по общему алгоритму (поразрядное вычитание семёрки).
- Деление на 8 заменяется трёхкратным делением на 2.
- Деление на 9 выполняется сложением числа с самим собой с последовательным поразрядным сдвигом вниз столько раз, сколько нужно разрядов в результате. Результат сложения делится на 10. (Используется соотношение {\displaystyle x/9=0{,}1(1)\cdot x={\tfrac {1{,}1(1)\cdot x}{10}}}).
- Умножение и деление на любую степень двойки производится, соответственно, последовательным удвоением или делением на 2.
- Умножение на двузначное число из двух одинаковых цифр «NN» (11, 22, 33, 44 и т. д.) заменяется умножением и сложением со сдвигом:

- Сначала исходное значение умножается на N любым удобным способом.
- Затем десятичный разделитель переносится на разряд вниз и результат умножения прибавляется сам к себе, но со сдвигом вниз на одну проволоку (прибавлять со сдвигом вниз удобнее, так как сложение производится снизу вверх, и добавляемое число косточек всегда видно на одну проволоку выше — нет необходимости что-то запоминать).

Часто можно с помощью несложных манипуляций привести вычисляемую операцию к комбинации частных случаев умножения и деления. Например, умножение на 25 можно заменить умножением на 100 и двукратным делением на 2. Когда один или оба операнда близки к «удобным» для расчётов числам, можно комбинировать специальные случаи умножения и деления со сложением и вычитанием. Но возможность подобных трюков сильно зависит от уровня подготовки вычислителя. Собственно, искусство вычисления на счётах и заключается в умении свести любое требуемое вычисление к комбинации легко поддающихся счёту элементов.

## Пример счёта
Известный пример использования счётов для решения задач приводится в рассказе Антона Чехова «Репетитор». Гимназист-репетитор Егор Алексеич Зиберов задал малолетнему Пете Удодову задачу:

Купец купил 138 аршин чёрного и синего сукна за 540 рублей. Спрашивается, сколько аршин купил он того и другого, если синее стоило 5 рублей за аршин, а чёрное — 3 рубля.
Петя не смог решить её. Впрочем, и сам репетитор не справился, хотя знал, что «задача, собственно говоря, алгебраическая» и «её с иксом и игреком решить можно». Действительно, если предположить, что {\displaystyle x} — это количество синего сукна, а {\displaystyle y} — чёрного, можно составить следующую систему уравнений:
{\displaystyle {\begin{cases}x+y=138,\\5x+3y=540.\end{cases}}}
Решив её, получим ответ: {\displaystyle y=75,x=63}, то есть 75 аршин чёрного сукна и 63 аршина — синего.
Однако подобное решение этой задачи ведёт к потере её внутренней логики. Отец мальчика, отставной губернский секретарь Удодов, продемонстрировал другое решение:

— И без алгебры решить можно, — говорит Удодов, протягивая руку к счётам и вздыхая. — Вот, извольте видеть…
Он щёлкает на счётах, и у него получается 75 и 63, что и нужно было.
— Вот-с… по-нашему, по-неучёному.

Само «неучёное» решение Чеховым в рассказе не приводится, но оно легко может быть реконструировано, поскольку задача имеет стандартное арифметическое решение, опирающееся на логику и состоящее в выполнении шести арифметических действий. Предположим, что всё купленное сукно было синее. Тогда партия в 138 аршин стоила бы 690 рублей ({\displaystyle 5\times 138}). Но это на 150 рублей ({\displaystyle 690-540}) больше того, что было заплачено в действительности. «Перерасход» в 150 рублей указывает на то, что в партии имелось более дешёвое, чёрное, сукно — по 3 рубля за аршин. Этого сукна столько, что из двухрублёвой разницы ({\displaystyle 5-3}) получается 150 «лишних» рублей. То есть, 75 аршин ({\displaystyle 150/2}) чёрного сукна. Теперь можем найти количество сукна синего: 63 аршина ({\displaystyle 138-75}).
«Щёлканье на счётах», выполненное Удодовым, выглядело следующим образом:
1. На счётах «набирается» число 138: одна косточка на первой проволоке, три — на второй, восемь — на третьей.
2. Умножается 138 на 5. Для упрощения счёта вместо этого сначала умножается 138 на 10, не делая никаких манипуляций, просто мысленно перенося все косточки одним рядом выше, после чего делится на 2: на каждой проволоке, начиная снизу, откидывается половина косточек. На третьей проволоке, где отложены восемь косточек, откидываются четыре; на средней проволоке из трёх косточек откидываются две, при этом одна из них мысленно заменяется десятью нижними и делится пополам — то есть добавляется пять косточек к тем, которые находятся на следующей проволоке; на верхней проволоке убирается одна косточка, прибавляя пять к косточкам на второй проволоке. В результате на верхней проволоке косточек нет, на второй осталось шесть, на третьей — девять. {\displaystyle 138\times 5=690}.
3. Из 690 вычитается 540: со второй проволоки убирается пять косточек, с третьей — четыре. {\displaystyle 690-540=150}.
4. 150 делится пополам (метод — см. выше). {\displaystyle 150/2=75}.
5. Из 138 вычитается 75. Повторно «набирается» 138, на второй проволоке отбрасывается, но там только три. Не хватает четырёх, поэтому на проволоке остаются шесть косточек (если Удодову лень вычитать в уме четыре из десяти, он может перекинуть весь десяток на второй проволоке влево и отбросить от него «недовычтенные» четыре косточки), а с первой проволоки снимается одна косточка. Теперь на третьей проволоке из восьми косточек отбрасываются пять. {\displaystyle 138-75=63}.

Педагогами рекомендуется на уроках в начальных классах применять математические задачки из художественных произведений, в том числе из чеховского рассказа «Репетитор».